# Ordine della famiglia reale di re Carlo XVI Gustavo
L'Ordine familiare reale di re Carlo XVI Gustavo è un ordine conferito come segno di stima personale ai membri femminili della famiglia reale svedese da parte di re Carlo XVI Gustavo.

## Storia
L'Ordine venne istituito nel 1973 anno dell'ascesa al trono di Svezia del monarca Carlo XVI Gustavo come ricompensa personale, seguendo il modello di altri ordini familiari concessi da altri sovrani.

## Insegne
L'Ordine si presenta come un ritratto di re Carlo XVI Gustavo in veste ufficiale. Fu realizzato in avorio circondato da una cornice a fiocco in argento e diamanti. Esistono varianti realizzate come quella in possesso della consorte Silvia che hanno nella parte superiore un fiocco più pronunciato.
Il nastro è detto dell'Ordine dei Serafini, ovvero di colore azzurro che riprende appunto il colore dell'Ordine dei Serafini, la più alta onorificenza svedese.

## Elenco delle insignite
- Principessa Margherita di Svezia (1973), prima sorella di re Carlo XVI Gustavo
- Principessa Brigitta di Svezia (1973), seconda sorella di re Carlo XVI Gustavo
- Principessa Desideria di Svezia (1973), terza sorella di re Carlo XVI Gustavo
- Principessa Cristina di Svezia (1973), quarta sorella di re Carlo XVI Gustavo
- Regina Ingrid di Danimarca, principessa di Svezia (1973), zia di re Carlo XVI Gustavo
- Regina Silvia di Svezia (1976), moglie di re Carlo XVI Gustavo
- Principessa Lilian di Svezia (1976), zia di re Carlo XVI Gustavo
- Principessa Vittoria di Svezia (1995), prima figlia ed erede di re Carlo XVI Gustavo
- Principessa Maddalena di Svezia (2000), seconda figlia di re Carlo XVI Gustavo
- Principessa Sofia di Svezia (2015), nuora di re Carlo XVI Gustavo